# كينجي أوتسومي
كينجي أوتسومي (内海賢二 أوتسومي كينجي, الكتابة الحقيقية لاسمه:内海健司)؛ (26 أغسطس 1937 - 13 يونيو 2013)، ممثل ياباني.

## أدواره في الأنمي

### مسلسلات أنمي تلفزيونية
- قبضة نجم الشمال - راو, كايو
- دراغون بول - شينرون، المعلم موتايتو، القائد الأعلى ريد
- دراغون بول Z - شينرون، ريكوم
- دراغون بول كاي - شينرون
- باسيليسك - مينو نينكي
- بيرسيرك - زود
- الإنسان المتطور كاشان - برايكينج بوس
- كاشرن سينز - برايكينج بوس
- هاجيمي نو إيبو - غنجي كاموغاوا
- هاجيمي نو إيبو New Challenger - غنجي كاموغاوا
- داي الشجاع - فيرن
- خيميائي الفولاذ - أليكس لويس آرمسترونغ، فيليب غارغانتوس آرمسترونغ
- خيميائي الفولاذ FULLMETAL ALCHEMIST - أليكس لويس آرمسترونغ، فيليب غارغانتوس آرمسترونغ
- ون أوتس - مدير فريق سايكاوا
- شين مازنجر الجزء Z - هادس
- NEEDLESS - الراوي، غيدو
- فلينت محقق الزمن - ليوناردو دافينشي
- أوتلو ستار - دوز ديلاكس ريكس
- كاوبوي بيباب - أبلدلهي سينيز هيساب لوتفين
- بليد - تانبا ياغيو
- طريق السلام - رئيس الأمن وديع
- سبيد ريسر - المفتش ديتيكتور
- الملعقة الفضية - غو تودوروكي
- مغامرات رنا - سامر
- معرض الفن المزيف - كارلوس
- باك مان ومغامرات الأشباح - أوبتوس
- هنتر x هنتر (2011) - القبطان

### أوفا أنمي
- ماكروس بلاس - كولونيل ميلارد جونسون
- كاشان - برايكينج بوس
- هاجيمي نو إيبو Champion Road - غنجي كاموغاوا
- مغامرة جوجو الغريبة - دانييل جاي داربي

### أفلام أنمي
- فيلم خيميائي الفولاذ: محتل شامبالا - أليكس لويس أرمسترونغ
- فيلم خيميائي الفولاذ: نجم ميلوس المقدس - أليكس لويس أرمسترونغ
- دراغون بول: لعنة روبيات الدم - شينرون
- دراغون بول: المغامرة الغامضة - مذيع بطولة فنون القتال، سينبيه نوريماكي
- دراغون بول Z: منطقة الموت - شينرون
- دراغون بول Z: الأقوى في العالم - شينرون
- دراغون بول Z: شجرة القوة - شينرون، ريزن
- دراغون بول Z: الزعيم سلاغ - شينرون، سلاغ المسن
- دراغون بول: طريق القوة - مذيع بطولة تنكايتشي، القائد الأعلى ريد، شينرون
- دراغون بول Z: معركة الخوارق - شينرون
- قبضة نجم الشمال - راو

## أدواره في ألعاب الفيديو
- ديسيديا: فاينل فانتسي - غارلاند
- ديسيديا 012 فاينل فانتسي - غارلاند
- تيلز أوف ديستني - هيوغو جيلكريست
- دراغون بول: ريفنج أوف كينغ بيكولو - القائد الأعلى ريد، مذيع بطولة فنون القتال، شينرون
- القنفذ سونيك (2006) - ملك سوليانا

## أدواره في الدبلجة اليابانية
- ثلاثية أفلام سيد الخواتم
  - سيد الخواتم: رفقة الخاتم - غيملي
  - سيد الخواتم: البرجان - غيملي
  - سيد الخواتم: عودة الملك - غيملي
- إكس-من - أبوكاليبس
- الفتى أسترو - هاميغ
- دراغون بول إيفولوشن - سيفو نوريس
- أفاعي في طائرة - نيفيل فلين

## وصلات خارجية
- كينجي أوتسومي على موقع IMDb (الإنجليزية)
- كينجي أوتسومي على موقع ألو سيني (الفرنسية)
- كينجي أوتسومي على موقع ميوزك برينز (الإنجليزية)
- كينجي أوتسومي على موقع أول موفي (الإنجليزية)
- كينجي أوتسومي على موقع قاعدة بيانات الفيلم (الإنجليزية)
- كينجي أوتسومي على موقع كينوبويسك (الروسية)
- كينجي أوتسومي على موقع ANN person (الإنجليزية)